# امید لطف‌پور
امید لطف‌پور  (زاده ‎۱۷ تیر ۱۳۶۷) بازیکن واترپلو اهل ایران است. از افتخارات وی میتوان به کسب مدال برنز در بازی‌های آسیایی ۲۰۱۸ اشاره کرد.